# 三芳町
三芳町（みよしまち）は、埼玉県の南西部に位置し、入間郡に属する町。
人口は約3万8千人。かつて入間郡に属していた近隣市町村が市になっているため、現在も入間郡に残っている毛呂山町や越生町とは東西に離れ、孤立した形となっている。

## 概要

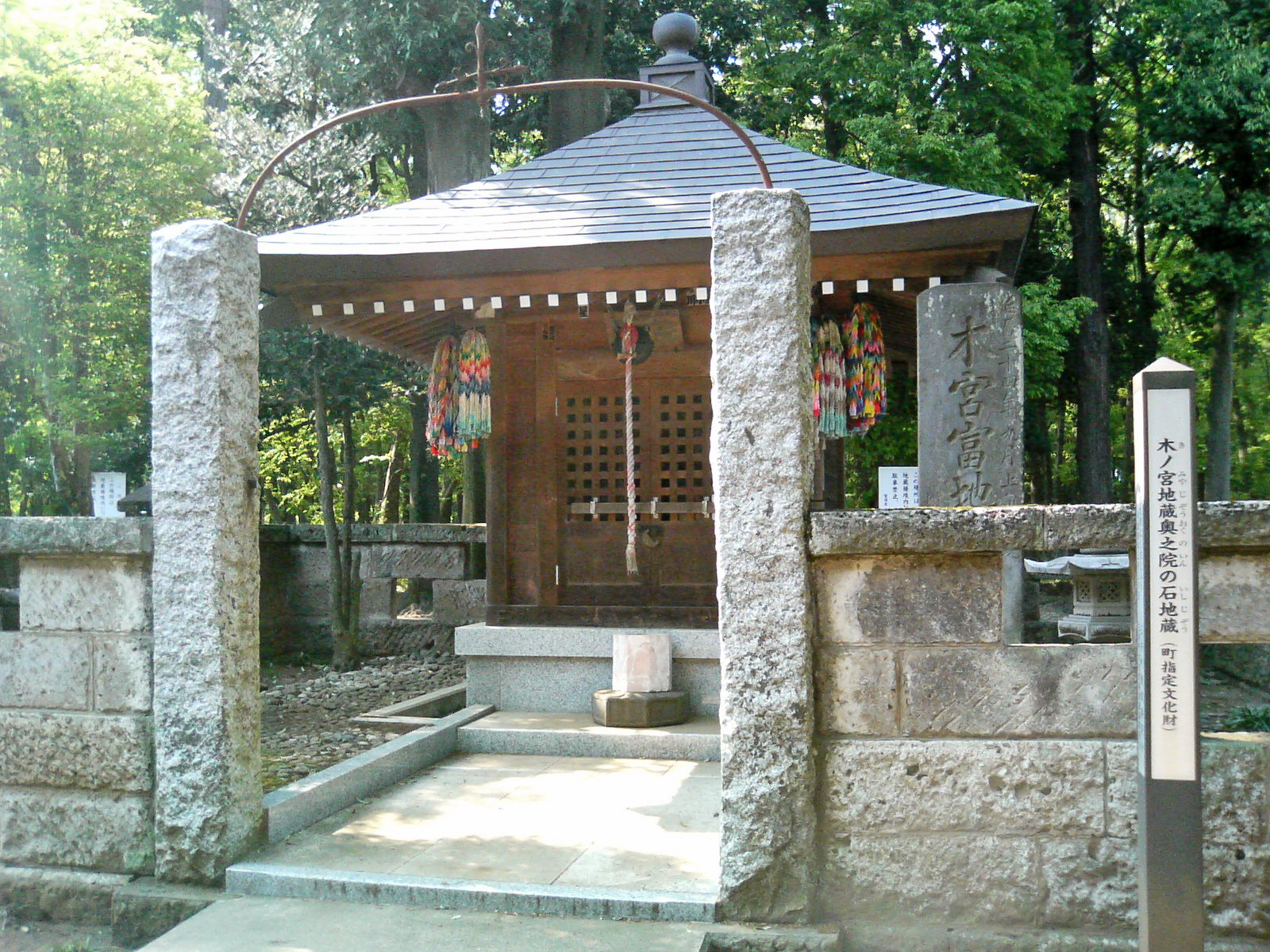
木の宮地蔵堂

武蔵野台地の上に位置しており、西から東にゆるやかに下がる勾配があるが、おおむね平坦である。
町内を南北に国道254号（川越街道）及び関越自動車道が通る。町内に鉄道駅は無いが、町の東北側境界近くには東武東上本線の志木駅、柳瀬川駅、みずほ台駅、鶴瀬駅、ふじみ野駅がある。南へ行けばJR武蔵野線の新座駅や東所沢駅に、西南に向かえば西武新宿線・西武池袋線の所沢駅などに出られる。このため首都圏の住宅地（ベッドタウン）として発展している。また、財政優良度が高く、2015年度は埼玉県内で戸田市と三芳町だけが地方交付税不交付自治体であった。
埼玉県の町の中で最も南に位置し、かつ東京都に最も近い町である。ベッドタウンとしての開発発展も進みつつあるが、町内には柳沢吉保公ゆかりの三富（さんとめ）開発の地である「上富地区」など農地や緑地も多く残り、川越芋の一大産地となっている。2016年度には、近隣の川越市、所沢市、ふじみ野市とともに「武蔵野の落ち葉堆肥農法」が日本農業遺産に認定されている。これは当地の農民が江戸時代以降、火山灰が降り積もって痩せた土地（関東ローム層）を、落ち葉を発酵させた堆肥を加えることで徐々に肥沃な農地に変えてきたもので、土壌改良は現在も川越芋農家により続けられている。
こうした立地条件や歴史を生かして、純然たる都会でも田舎でもない「トカイナカ」を標榜して、地域おこしに取り組んでいる。

## 地区
- 藤久保

住宅地となっており、中央を国道254号（川越街道）が通る。また、淑徳大学埼玉キャンパスが所在する。
- 竹間沢

町の東部に柳瀬川が流れており、住宅街が多い。最寄り駅は、東武東上本線柳瀬川駅またはみずほ台駅で、当地区の一部は柳瀬川駅から徒歩圏内である。
- みよし台

みずほ台駅前の通り沿い。最寄り駅はみずほ台駅。
- 北永井

印刷工場や出版社関連の工場が多く、ソバ畑が広がる。また、町唯一のキリスト教の教会がある。
- 上富

三富新田の一部。サツマイモが名物である。

## 歴史
町名は、『伊勢物語』の「三芳野の里」からとられており、洪積台地の原野を「三芳野」という美称で呼んだものだという。1889年（明治22年）の合併の際に三芳野村とする予定だったが、先行して他に同名の3村が埼玉県内に誕生しており、県から「多すぎる」として変更を求められ、「野」を省き三芳村とした。なお三つの三芳野村は、その後の市町村合併で廃止されている。
江戸時代は川越藩が領有していたとされている。また、江戸時代には三芳町は何もない野原で、所沢の住民が作物の収穫用に使っていた。しかしある人が「三芳町に住もう」と思い、開拓された。人が住むためには、水が手に入りにくかったことから砂川堀が作られ、柳瀬川から水を引いた。しかし三芳町は土地が高いため水は来なかった。今は砂川堀は下水として使われており、魚が泳いでいる。

### 沿革
- 1871年（明治4年）11月14日 (旧暦) - 浦和県、忍県及び岩槻県が合併して、埼玉県が発足する。
- 1889年（明治22年）4月1日 - 町村制の施行により、入間郡上富村、藤久保村、竹間沢村及び北永井村の区域をもって、入間郡三芳村が発足する。
- 1970年（昭和45年）11月3日 - 町制施行により、入間郡三芳町となる。

## 人口
| |                                        |  |
| 三芳町と全国の年齢別人口分布（2005年） | 三芳町の年齢・男女別人口分布（2005年） |  |
| ■紫色 ― 三芳町 ■緑色 ― 日本全国 | ■青色 ― 男性 ■赤色 ― 女性              |  |
| 三芳町（に相当する地域）の人口の推移 \| 1970年（昭和45年） \| 14,475人 \| \| \| 1975年（昭和50年） \| 23,595人 \| \| \| 1980年（昭和55年） \| 28,978人 \| \| \| 1985年（昭和60年） \| 31,567人 \| \| \| 1990年（平成2年） \| 35,067人 \| \| \| 1995年（平成7年） \| 35,607人 \| \| \| 2000年（平成12年） \| 35,752人 \| \| \| 2005年（平成17年） \| 37,050人 \| \| \| 2010年（平成22年） \| 38,701人 \| \| \| 2015年（平成27年） \| 38,456人 \| \| \| 2020年（令和2年） \| 38,434人 \| \| |                                        |  |
| 総務省統計局 国勢調査より |                                        |  |
| 1970年（昭和45年） | 14,475人                               |  |
| 1975年（昭和50年） | 23,595人                               |  |
| 1980年（昭和55年） | 28,978人                               |  |
| 1985年（昭和60年） | 31,567人                               |  |
| 1990年（平成2年） | 35,067人                               |  |
| 1995年（平成7年） | 35,607人                               |  |
| 2000年（平成12年） | 35,752人                               |  |
| 2005年（平成17年） | 37,050人                               |  |
| 2010年（平成22年） | 38,701人                               |  |
| 2015年（平成27年） | 38,456人                               |  |
| 2020年（令和2年） | 38,434人                               |  |

## 行政

### 町長
- 林伊佐雄 （2011年（平成23年）1月14日 - 現職） 4期目　無所属（任期は2027年（令和9年）1月13日まで）

### 歴代首長
- 1889年（明治22年）4月1日 - 三芳村が成立。
  - 池上仁三郎 （1889年（明治22年）4月18日 - 1890年（明治23年）1月10日）
  - 江原仲右衛門 （1890年（明治23年）11月15日 - 1893年（明治27年）11月14日）
  - 江原平作 （1893年（明治27年）12月1日 - 1894年（明治28年）11月25日）
  - 江原仲右衛門 （1894年（明治28年）12月5日 - 1896年（明治30年）4月5日）
  - 武田圓次郎 （1896年（明治30年）4月28日 - 1902年（明治36年）11月30日）
  - 松本長次 （1902年（明治36年）12月3日 - 1906年（明治40年）12月8日）
  - 武田藍太郎 （1906年（明治40年）12月17日 - 1907年（明治41年）9月25日）
  - 細谷源太郎 （1907年（明治41年）10月8日 - 1910年（明治44年）3月10日）
  - 武田藍太郎 （1910年（明治44年）3月30日 - 1921年（大正10年）6月7日）
  - 森田清三郎 （1921年（大正10年）12月27日 - 1925年（大正14年）3月26日）
  - 池上善兵衛 （1925年（大正14年）4月18日 - 1933年（昭和8年）5月6日）
  - 松本昌信 （1933年（昭和8年）5月14日 - 1941年（昭和16年）5月16日）
  - 武田定太郎 （1941年（昭和16年）6月23日 - 1945年（昭和20年）8月29日）
  - 武田睦太郎 （1945年（昭和20年）9月21日 - 1947年（昭和22年）2月5日）
  - 矢島太助 （1947年（昭和22年）4月5日 - 1951年（昭和26年）4月4日）
  - 武田睦太郎 （1951年（昭和26年）4月5日 - 1954年（昭和29年）12月9日）
  - 矢島太助 （1955年（昭和30年）1月14日 - 1959年（昭和34年）1月13日）
  - 江原貞一 （1959年（昭和34年）1月14日 - 1963年（昭和38年）1月13日）
  - 金谷英男 （1963年（昭和38年）1月14日 - 1970年（昭和45年）11月2日）
- 1970年（昭和45年）11月3日 - 町制施行により、三芳町となる。
  - 金谷英男 （1970年（昭和45年）11月3日 - 1971年（昭和46年）1月13日）
  - 林栄則 （1971年（昭和46年）1月14日 - 1979年（昭和54年）1月13日）
  - 山田義夫 （1979年（昭和54年）1月14日 - 1991年（平成3年）1月13日）
  - 林孝次 （1991年（平成3年）1月14日 - 2007年（平成19年）1月13日）
  - 鈴木英美 （2007年（平成19年）1月14日 - 2011年（平成23年）1月13日）

### 行政組織等
- 三芳町役場
  - 藤久保出張所
  - 竹間沢出張所

### 広域行政
一部事務組合
- 入間東部地区事務組合 - 富士見市、ふじみ野市、入間郡三芳町で構成。消防に関する事務、し尿処理に関する事務、しののめの里（火葬場・斎場）の運営。2018年（平成30年）4月1日、入間東部地区消防組合と入間東部地区衛生組合が統合して誕生。

事務の委託
- ふじみ野市（ふじみ野市・三芳町環境センター） - 可燃ごみ処理を委託している。また、2016年（平成28年）10月31日からは不燃系粗大ごみの処理にかかる事務も委託している。

## 議会

### 三芳町議会
- 定数：15人
- 任期：2023年5月1日 - 2027年4月30日[10]
- 議長：内藤美佐子（公明党）
- 副議長：細谷光弘

### 埼玉県議会
- 選挙区：西5区ふじみ野市・三芳町選挙区
- 定数：2人
- 任期：2023年4月30日 - 2027年4月29日
- 投票日：2023年4月9日
- 当日有権者数：124,191人（ふじみ野市93,124人、三芳町31,067人）
- 投票率：36.08％（ふじみ野市35.39％、三芳町36.77％）

| 候補者名 | 当落 | 年齢 | 党派名     | 新旧別 | 得票数   |
| -------- | ---- | ---- | ---------- | ------ | -------- |
| 渡辺大   | 当   | 48   | 自由民主党 | 現     | 19,446票 |
| 伊藤初美 | 当   | 59   | 日本共産党 | 新     | 12,112票 |
| 抜井尚男 | 落   | 58   | 自由民主党 | 新     | 12,021票 |

### 衆議院
- 埼玉8区（所沢市、ふじみ野市（旧大井町域）、三芳町）
- 任期：2021年10月31日 - 2025年10月30日
- 投票日：2021年10月31日
- 当日有権者数：365,768人
- 投票率：56.69％

| 当落 | 候補者名   | 年齢 | 所属党派   | 新旧別 | 得票数    | 重複 |
| ---- | ---------- | ---- | ---------- | ------ | --------- | ---- |
| 当   | 柴山昌彦   | 55   | 自由民主党 | 新     | 104,650票 | ○    |
|      | 小野塚勝俊 | 49   | 無所属     | 元     | 98,102票  |      |

## 姉妹都市
- マレーシア・セランゴール州プタリン・ジャヤ市と姉妹都市として提携している[11]。

## 経済

### 農業
- サツマイモ - 一般に「川越いも」と呼ばれているが、実際に栽培されているのは主に当町である。

### リサイクル
- 石坂産業

### 工業
- 大日本印刷 住空間マテリアル事業部
- 東ハト 関東工場
- 大崎電気工業 埼玉事業所
- 日立物流 三芳物流センター
- T&K TOKA 埼玉事業所
- 東京カネカフード
- 日本CMK SEセンター
- ヨネザワ製菓
- 栄喜堂
- 大東ガス（2023年に本社を富士見市に移転。旧本社は供給保安センターとして残る。）
- スタックス
- ヤマテ工業
- ヤマト運輸埼玉三芳ベース店

なお、町内には各有名企業の倉庫や流通センターが多く、特に印刷・出版関係が多い（例：楽天ブックス）。

### 金融機関
- 埼玉縣信用金庫 三芳支店
- 飯能信用金庫 三芳支店
- いるま野農業協同組合 三芳支店

## 地域

### 町内の公共施設等
| - 保育所 - 第3保育所 - 児童館 - 北永井児童館 - 藤久保児童館 - 竹間沢児童館 - 子育て支援センター - コピスみよし（三芳町文化会館） - 公民館 - 中央公民館 - 藤久保公民館 - 竹間沢公民館 | - 三芳町立図書館 - 中央図書館 - 竹間沢分館 - 太陽の家 - ふれあいセンター - 保健センター - みよし工房 - 農業センター - 総合体育館 - 運動公園 - 歴史民俗資料館 - 清掃工場（平成28年10月28日をもって閉鎖、10月31日よりふじみ野市・三芳町環境センター（ふじみ野市）が稼働。） |

### 教育
保育園
- 桑の実三芳保育園
- あずさ保育園
- 三芳元氣保育園
- そよかぜ保育園

小規模保育施設
- ベビールーム　つくしっこ
- 保育ルーム　げんき三芳園
- すくすく保育園

幼稚園
- みふじ幼稚園
- こすず幼稚園
- かみとめ幼稚園

小学校
- 三芳町立上富小学校
- 三芳町立三芳小学校
- 三芳町立藤久保小学校
- 三芳町立唐沢小学校
- 三芳町立竹間沢小学校

中学校
- 三芳町立三芳中学校
- 三芳町立三芳東中学校
- 三芳町立藤久保中学校

大学
- 淑徳大学 埼玉キャンパス

### 消防
- 入間東部地区消防組合（本部はふじみ野市に所在）
  - 西消防署三芳分署
  - 三芳町消防団

### 警察
- 埼玉県警察 東入間警察署（ふじみ野市）
  - 三芳交番

### 自動車検査機関
- 軽自動車検査協会 埼玉事務所所沢支所「（所沢）（川越）ナンバー地域担当」（三芳町北永井）

### 電話番号
市外局番は町内全域が「049」。市内局番が「2XX」の地域との通話は市内通話料金で利用可能（川越MA）。収容局は川越三芳局、埼玉富士見局、大井局。

### 郵便
郵便番号は町内全域が「354-00xx」である。日本郵政の郵便局は下記の通り。
- 03054 三芳郵便局（風景印あり） - 三芳町全域、富士見市全域の集配を担当
  - 03453 三芳北永井郵便局（風景印あり）
  - 03611 三芳みよし台郵便局（風景印あり）

### 医療
- イムス三芳総合病院

## 交通

### 鉄道
町内に鉄道駅は存在しない。最寄り駅は、東武東上線みずほ台駅、鶴瀬駅、ふじみ野駅など。
かつては鶴瀬駅と当町との間に人車軌道を敷設する計画があった（三芳人車軌道）。

### 路線バス
- ライフバス - 町内や隣接の富士見市への路線バスを運行する。
- 西武バス
  - 所沢駅東口 - 大宮駅西口線（大34）[12]
  - 所沢駅東口 - 上福岡駅西口線（所58-1）[13]

以前は東武バスの路線も運行されていたが、現在は廃止されている。

### タクシー
タクシーの営業区域は県南西部交通圏であり、富士見市・所沢市・飯能市・和光市・川越市・東松山市などと同じである。

### 道路
高速道路
- 関越自動車道 - 町内に三芳パーキングエリアがあり、そこにETC専用のスマートインターチェンジがある。2009年（平成21年）12月16日 - 三芳PA上り線が「Pasar（パサール）三芳」としてリニューアルオープン。

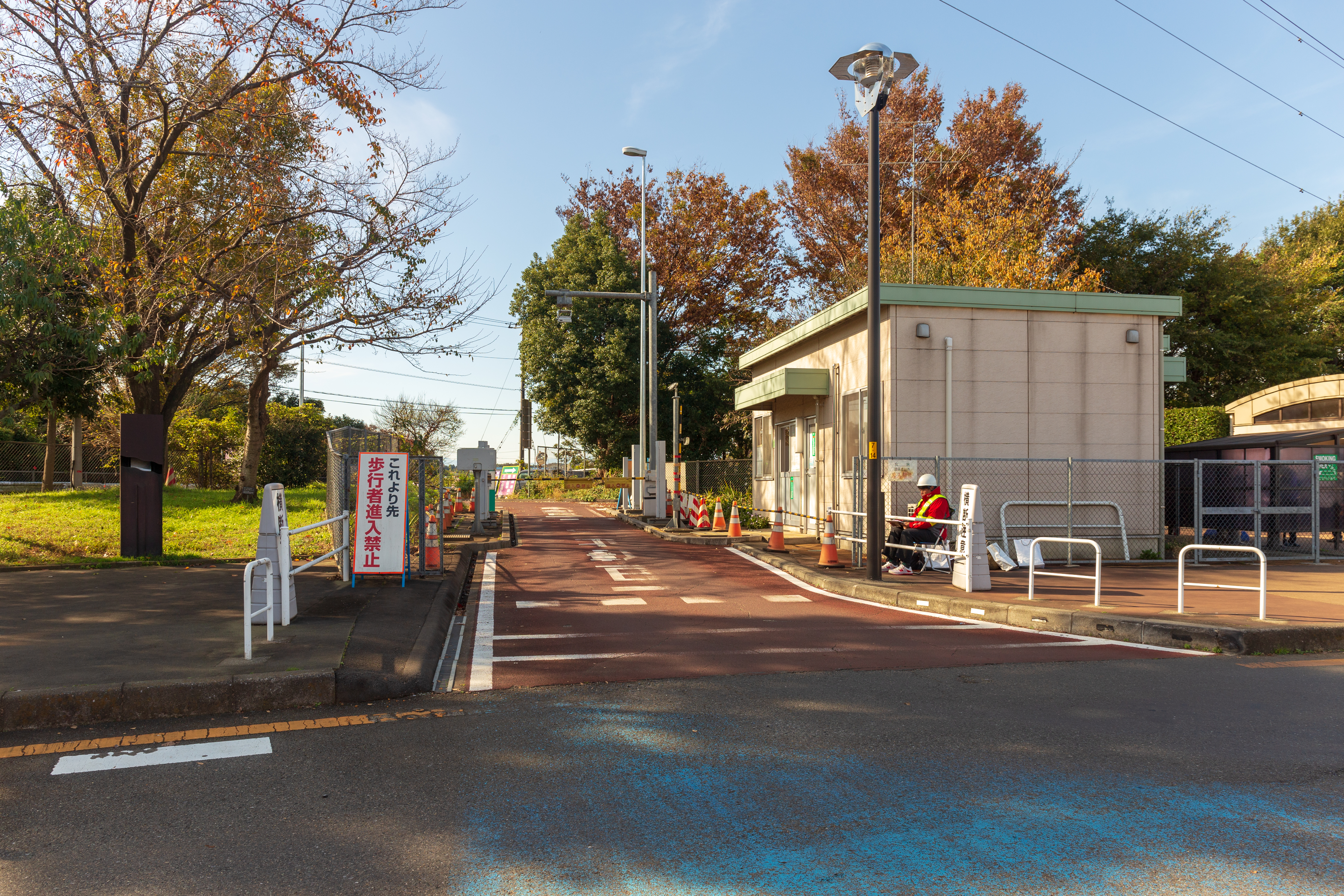
三芳スマートインターチェンジ　下り線入口

国道
- 国道254号（川越街道[14]）
並木が道路中央に残り、歩道も広く近隣の生活道路の役を果たしている。町役場は西側にかなり逸れた場所にあり、武蔵野の雑木林が保存されている。川越までは不老川など河川沿いに道路付けがされており、概して平坦である。
片側1車線の道路であり渋滞しやすい。ただし、町内は通っていないが富士見川越バイパスが全線開通済みの上、現在は一部しか開通していない和光富士見バイパスが2017年度に全線開通し、同じく町内は通らないものの富士見川越バイパスに接続する予定である。
- 国道463号
本線であるが「浦和所沢バイパス」と名付けられている（さいたま市浦和区の北浦和駅入口交差点から所沢市）。また、町内全区間及び富士見・新座両市の一部区間（下南畑交差点 - 英インターチェンジ間）で、国道254号バイパスと重複している。

県道
- 主要地方道
  - 埼玉県道56号さいたまふじみ野所沢線
- 一般県道
  - 埼玉県道334号三芳富士見線

## スポーツ
- 大崎電気工業ハンドボール部（大崎オーソル）の本拠地が置かれている。

## 出身有名人
- 吉澤ひとみ（元モーニング娘。）[15]
- 片岡洋介（元プロサッカー選手）
- 川北茂澄（真空ジェシカ）
- Yummi（Ragdoll）
- 金澤朋子（元Juice=Juice）
- 中嶋享（や団）
- 栗原広喜
- 三門雄大（プロサッカー選手）

## 観光
名所・旧跡
- 三富新田
- 多福寺

観光スポット
- 三富今昔村